# Смолянцеві
Смолянцеві (лат. Saphanini Gistel, 1856) — триба жуків з родини Скрипунових. 
Смолянцеві в Україні представлені єдиним родом і видом — Смоляник чорний (Saphanus piceus (Laicharting, 1784)).

## Розмаїття
До триби Смолянцеві залічують такі роди:
1. Смоляник — Saphanus Audinet-Serville, 1834
2. Drymochares Mulsant, 1847
3. Michthisoma LeConte, 1850